# UCI-E-Mountainbike-Weltcup 2022
Beim UCI-E-Mountainbike-Weltcup 2022 wurden durch die Union Cycliste Internationale und die World E-Bike Series die Weltcupsieger im E-Mountainbike ermittelt.

## Ablauf
Der Terminkalender wurde im Januar 2022 verkündet und enthielt 9 Termine an fünf Wochenenden; für drei weitere Wochenenden wurden noch Ausrichter gesucht. Allerdings konnte nur ein solcher gefunden werden, so dass letztlich elf Runden an sechs Standorten durchgeführt wurden:
- Monaco: 23. und 24. April
- Bologna: 28. und 29. Mai
- Charade: 23. und 24. Juli
- Spa: 3. und 4. September
- Girona: 23. und 24. September
- Castelldefels: 15. Oktober

Der Saisonauftakt war wie in den beiden Vorjahren nominell in Monaco, tatsächlich auf französischem Boden bei Peille. Der Saisonabschluss fand wie 2021 in Castelldefels bei Barcelona statt.

## Männer
| #  | Datum         | Ort           | Erster         | Zweiter            | Dritter               |
| -- | ------------- | ------------- | -------------- | ------------------ | --------------------- |
| 1  | 23. April     | Monaco        | Jérôme Gilloux | Hugo Pigeon        | Émeric Ienzer         |
| 2  | 24. April     | Monaco        | Jérôme Gilloux | Hugo Pigeon        | Joris Ryf             |
| 3  | 28. Mai       | Bologna       | Jérôme Gilloux | Joris Ryf          | Martino Fruet         |
| 4  | 29. Mai       | Bologna       | Jérôme Gilloux | Loïc Noël          | Théo Charmes          |
| 5  | 23. Juli      | Charade       | Joris Ryf      | Hugo Pigeon        | Fabio Spena           |
| 6  | 24. Juli      | Charade       | Jérôme Gilloux | Joris Ryf          | Fabio Spena           |
| 7  | 3. September  | Spa           | Jérôme Gilloux | Joris Ryf          | Ismael Esteban        |
| 8  | 4. September  | Spa           | Jérôme Gilloux | Joris Ryf          | Kjell van den Boogert |
| 9  | 23. September | Girona        | Jérôme Gilloux | Alberto Mingorance | Ismael Esteban        |
| 10 | 24. September | Girona        | Joris Ryf      | Jérôme Gilloux     | Ismael Esteban        |
| 11 | 15. Oktober   | Castelldefels | Joris Ryf      | Ismael Esteban     | Fabio Spena           |

Gesamtwertung
| Platz | Name           | Punkte |
| ----- | -------------- | ------ |
| 1     | Jérôme Gilloux | 230    |
| 2     | Joris Ryf      | 182    |
| 3     | Ismael Esteban | 103    |
| 4     | Milton Ramos   | 83     |
| 5     | Loïc Noël      | 79     |
| 6     | Fabio Spena    | 69     |

## Frauen
| #  | Datum         | Ort           | Erste            | Zweite              | Dritte              |
| -- | ------------- | ------------- | ---------------- | ------------------- | ------------------- |
| 1  | 23. April     | Monaco        | Justine Tonso    | Sofia Wiedenroth    | Nathalie Schneitter |
| 2  | 24. April     | Monaco        | Justine Tonso    | Nathalie Schneitter | Nicole Göldi        |
| 3  | 28. Mai       | Bologna       | Nicole Göldi     | Sofia Wiedenroth    | Anna Oberparleiter  |
| 4  | 29. Mai       | Bologna       | Justine Tonso    | Nathalie Schneitter | Sofia Wiedenroth    |
| 5  | 23. Juli      | Charade       | Nicole Göldi     | Justine Tonso       | Laura Charles       |
| 6  | 24. Juli      | Charade       | Nicole Göldi     | Nathalie Schneitter | Justine Tonso       |
| 7  | 3. September  | Spa           | Nicole Göldi     | Sofia Wiedenroth    | Justine Tonso       |
| 8  | 4. September  | Spa           | Nicole Göldi     | Sofia Wiedenroth    | Justine Tonso       |
| 9  | 23. September | Girona        | Nicole Göldi     | Sofia Wiedenroth    | Sandra Santanyes    |
| 10 | 24. September | Girona        | Nicole Göldi     | Sofia Wiedenroth    | Sandra Santanyes    |
| 11 | 15. Oktober   | Castelldefels | Sofia Wiedenroth | Kathrin Stirnemann  | Justine Tonso       |

Gesamtwertung
| Platz | Name                | Punkte |
| ----- | ------------------- | ------ |
| 1     | Nicole Göldi        | 213    |
| 2     | Sofia Wiedenroth    | 194    |
| 3     | Justine Tonso       | 159    |
| 4     | Nathalie Schneitter | 102    |
| 5     | Sandra Santanyes    | 65     |
| 6     | Anna Oberparleiter  | 29     |